# Ligne Takasaki
La ligne Takasaki (高崎線, Takasaki-sen) est une ligne ferroviaire du réseau JR East au Japon. Elle relie la gare d'Ōmiya dans la préfecture de Saitama à celle de Takasaki dans la préfecture de Gunma. Cette ligne est longue de 74,7 km et est parcourue principalement par des trains de banlieue permettant de relier la ville de Takasaki, la préfecture de Saitama et Tokyo.

## Histoire
Le Chemin de fer Nippon (日本鉄道, Nippon Tetsudō) ouvre la section Ōmiya - Shinmachi en 1883 et prolonge la ligne jusqu'à Takasaki l'année suivante. L'entreprise est nationalisée en 1906.

## Caractéristiques

### Ligne
- longueur : 74,7 km
- écartement des voies : 1 067 mm
- nombre de voies : double voie
- électrification : 1 500 Vcc
- vitesse maximale : 120 km/h

### Tracé
|  |

### Services et interconnexions
À Takasaki, certains trains continuent sur la ligne Ryōmō jusqu'à Maebashi.
À Ōmiya, les trains de la ligne Shōnan-Shinjuku continuent sur des voies dédiées. Ils sont interconnectés à la ligne Tōkaidō jusqu'à Odawara.
À Ueno, les trains empruntent la ligne Ueno-Tokyo puis la ligne Tōkaidō jusqu'à Atami. Certains continuent encore sur la ligne Itō jusqu'à Itō.
Les trains de la ligne Hachikō empruntent la ligne Takasaki de Kuragano à Takasaki sans pour autant parler d'interconnexion.

### Liste des gares
● : Le train s'arrête à la gare.
｜: Le train passe sans s'arrêter.
▼ : Le train s'arrête à la gare sur des voies dédiées à sa ligne.
■ : Certains train vers le Sud s'arrête à la gare.
| Ligne                   | Numéro      | Gare               | Nom japonais   | Distance depuis Ōmiya (km) | Distance depuis Ueno (km) | Services ligne Takasaki | Services ligne Takasaki | Services ligne Takasaki | Services ligne Shōnan-Shinjuku   | Services ligne Shōnan-Shinjuku | Correspondances | Localisation        | Localisation          |
| Ligne                   | Numéro      | Gare               | Nom japonais   | Distance depuis Ōmiya (km) | Distance depuis Ueno (km) | Local                   | Rapid Urban             | Commuter Rapid          | Local                            | Special Rapid | Correspondances | Localisation        | Localisation          |
| ----------------------- | ----------- | ------------------ | -------------- | -------------------------- | ------------------------- | ----------------------- | ----------------------- | ----------------------- | -------------------------------- | --- | --- | ------------------- | --------------------- |
| Ligne principale Tōhoku | UENJU02     | Ueno               | 上野           |                            | 0                         | ●                       | ●                       | ●                       | de/vers JS Ligne Shōnan-Shinjuku | de/vers JS Ligne Shōnan-Shinjuku | JR East : Shinkansen Tōhoku, JJ Jōban, JK Keihin-Tōhoku, JU Utsunomiya, JY Yamanote, JU Ueno-Tokyo (interconnexion) Tokyo Metro : G Ginza, H Hibiya                                  | Taitō               | Tokyo                 |
| Ligne principale Tōhoku | JU03        | Oku                | 尾久           |                            | 4,8                       | ●                       | ｜                      | ●                       | de/vers JS Ligne Shōnan-Shinjuku | de/vers JS Ligne Shōnan-Shinjuku | JR East : JU Utsunomiya | Kita                | Tokyo                 |
| Ligne principale Tōhoku | ABNJU04     | Akabane            | 赤羽           |                            | 9,8                       | ●                       | ●                       | ●                       | ▼                                | ▼ | JR East : JK Keihin-Tōhoku, JA Saikyō, JS Shōnan-Shinjuku, JU Utsunomiya | Kita                | Tokyo                 |
| Ligne principale Tōhoku | URWJU05     | Urawa              | 浦和           |                            | 20,8                      | ●                       | ●                       | ●                       | ▼                                | ▼ | JR East : JK Keihin-Tōhoku, JS Shōnan-Shinjuku, JU Utsunomiya | Saitama             | Préfecture de Saitama |
| Ligne principale Tōhoku | JU06        | Saitama-Shintoshin | さいたま新都心 |                            | 25,3                      | ●                       | ｜                      | ｜                      | ｜                               | ｜ | JR East : JK Keihin-Tōhoku, JS Shōnan-Shinjuku, JU Utsunomiya | Saitama             | Préfecture de Saitama |
| Ligne principale Tōhoku | OMYJU07     | Ōmiya              | 大宮           | 0                          | 26.9                      | ●                       | ●                       | ●                       | ●                                | ● | JR East Shinkansen : Akita, Jōetsu, Hokuriku, Tōhoku, Yamagata JR East : JA Kawagoe, JA Saikyō, JK Keihin-Tōhoku, JS Shōnan-Shinjuku, JU Utsunomiya Tōbu : TD Urban Park New Shuttle | Saitama             | Préfecture de Saitama |
| Ligne Takasaki          | OMYJU07     | Ōmiya              | 大宮           | 0                          | 26.9                      | ●                       | ●                       | ●                       | ●                                | ● | JR East Shinkansen : Akita, Jōetsu, Hokuriku, Tōhoku, Yamagata JR East : JA Kawagoe, JA Saikyō, JK Keihin-Tōhoku, JS Shōnan-Shinjuku, JU Utsunomiya Tōbu : TD Urban Park New Shuttle | Saitama             | Préfecture de Saitama |
|                         | Miyahara    | 宮原               | 4,0            | 30,9                       | ●                         | ｜                      | ｜                      | ●                       | ｜                               | | | Saitama             | Préfecture de Saitama |
|                         | Ageo        | 上尾               | 8,2            | 35,1                       | ●                         | ●                       | ■                       | ●                       | ●                                | | Ageo |                     | Préfecture de Saitama |
|                         | Kita-Ageo   | 北上尾             | 9,9            | 36,8                       | ●                         | ｜                      | ｜                      | ●                       | ｜                               | | Ageo |                     | Préfecture de Saitama |
|                         | Okegawa     | 桶川               | 11,8           | 38,7                       | ●                         | ●                       | ■                       | ●                       | ●                                | | Okegawa |                     | Préfecture de Saitama |
|                         | Kitamoto    | 北本               | 16,4           | 43,3                       | ●                         | ｜                      | ｜                      | ●                       | ●                                | | Kitamoto |                     | Préfecture de Saitama |
|                         | Kōnosu      | 鴻巣               | 20,0           | 46,9                       | ●                         | ●                       | ●                       | ●                       | ●                                | | Kōnosu |                     | Préfecture de Saitama |
|                         | Kita-Kōnosu | 北鴻巣             | 24,3           | 51,2                       | ●                         | ｜                      | ｜                      | ●                       | ｜                               | | Kōnosu |                     | Préfecture de Saitama |
|                         | Fukiage     | 吹上               | 27,3           | 54,2                       | ●                         | ｜                      | ｜                      | ●                       | ｜                               | | Kōnosu |                     | Préfecture de Saitama |
|                         | Gyōda       | 行田               | 29,6           | 56,5                       | ●                         | ｜                      | ｜                      | ●                       | ｜                               | | Gyōda |                     | Préfecture de Saitama |
|                         | Kumayaga    | 熊谷               | 34,4           | 61,3                       | ●                         | ●                       | ●                       | ●                       | ●                                | JR East Shinkansen : Jōetsu, Hokuriku Chichibu Railway : Chichibu                                                                                     | Kumagaya |                     | Préfecture de Saitama |
|                         | Kagohara    | 籠原               | 41,0           | 67,9                       | ●                         | ●                       | ●                       | ●                       | ●                                | | Kumagaya |                     | Préfecture de Saitama |
|                         | Fukaya      | 深谷               | 45,8           | 72,7                       | ●                         | ●                       | ●                       | ●                       | ●                                | | Fukaya |                     | Préfecture de Saitama |
|                         | Okabe       | 岡部               | 50,1           | 77,0                       | ●                         | ●                       | ●                       | ●                       | ●                                | | Fukaya |                     | Préfecture de Saitama |
|                         | Honjō       | 本庄               | 57,5           | 84,4                       | ●                         | ●                       | ●                       | ●                       | ●                                | | Honjō |                     | Préfecture de Saitama |
|                         | Jimbohara   | 神保原             | 59,7           | 86,6                       | ●                         | ●                       | ●                       | ●                       | ●                                | | Kamisato |                     | Préfecture de Saitama |
|                         | Shinmachi   | 新町               | 64,2           | 91,1                       | ●                         | ●                       | ●                       | ●                       | ●                                | | Takasaki | Préfecture de Gunma |                       |
|                         | Kuragano    | 倉賀野             | 70,3           | 97,2                       | ●                         | ●                       | ●                       | ●                       | ●                                | JR East : Hachikō | Takasaki | Préfecture de Gunma |                       |
|                         | Takasaki    | 高崎               | 74,7           | 101,6                      | ●                         | ●                       | ●                       | ●                       | ●                                | JR East Shinkansen : Jōetsu, Hokuriku JR East : Agatsuma, Jōetsu (interconnexion), Ryōmō (interconnexion), Shin'etsu Jōshin Electric Railway : Jōshin | Takasaki | Préfecture de Gunma |                       |

## Matériel roulant

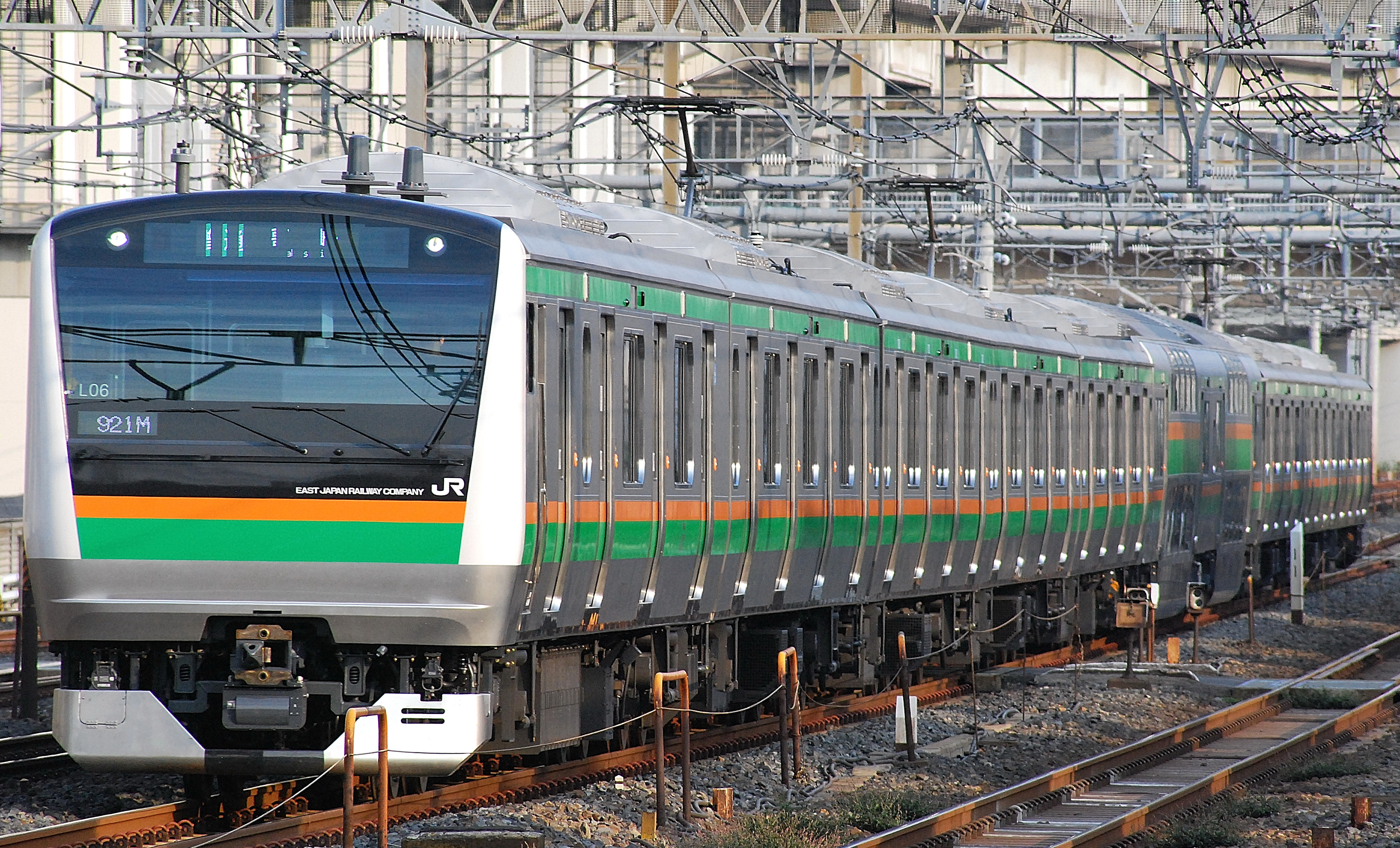
Série E233-3000
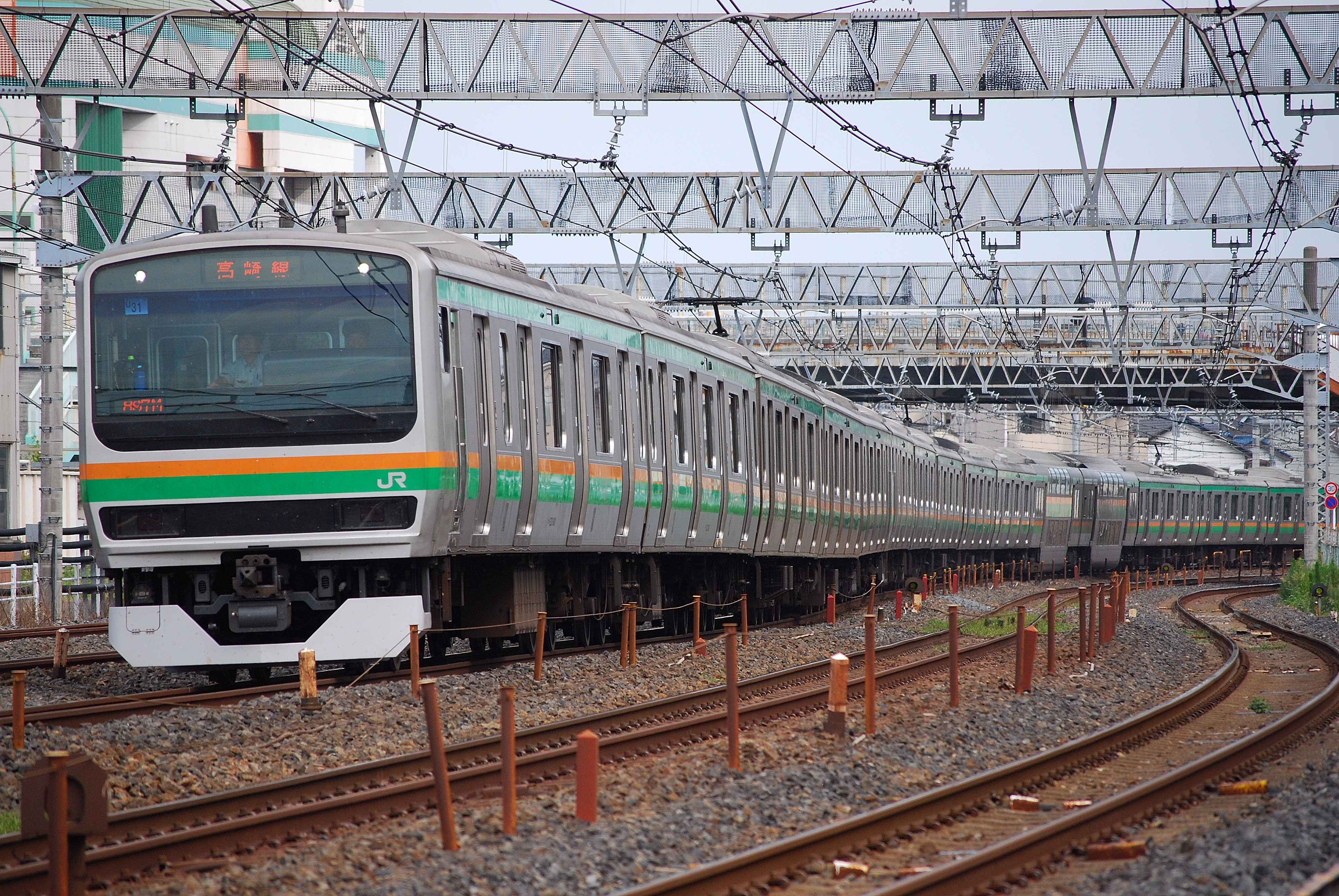
Série E231-1000
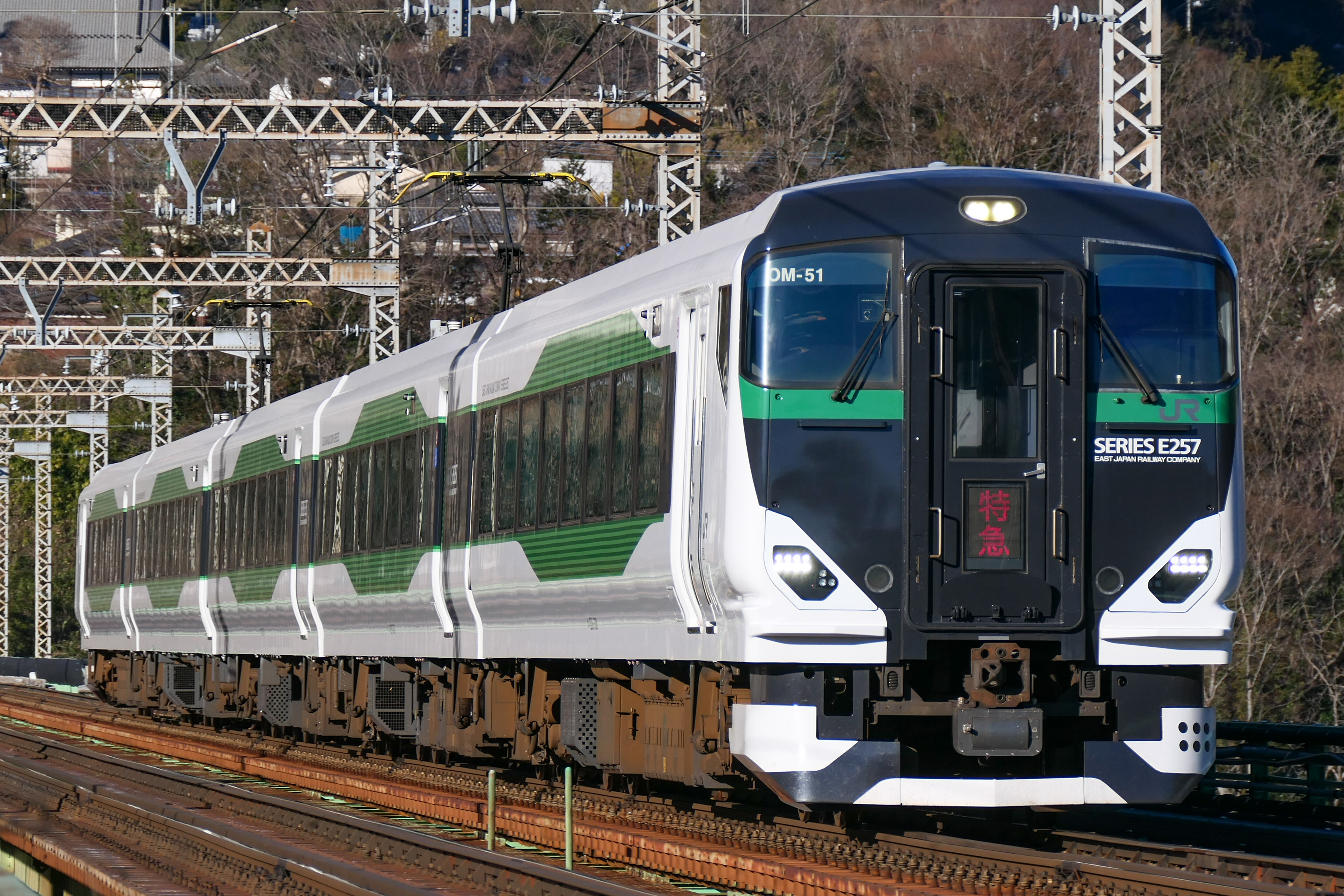
Série E257-5500 (services Kusatsu/Shima et Akagi)
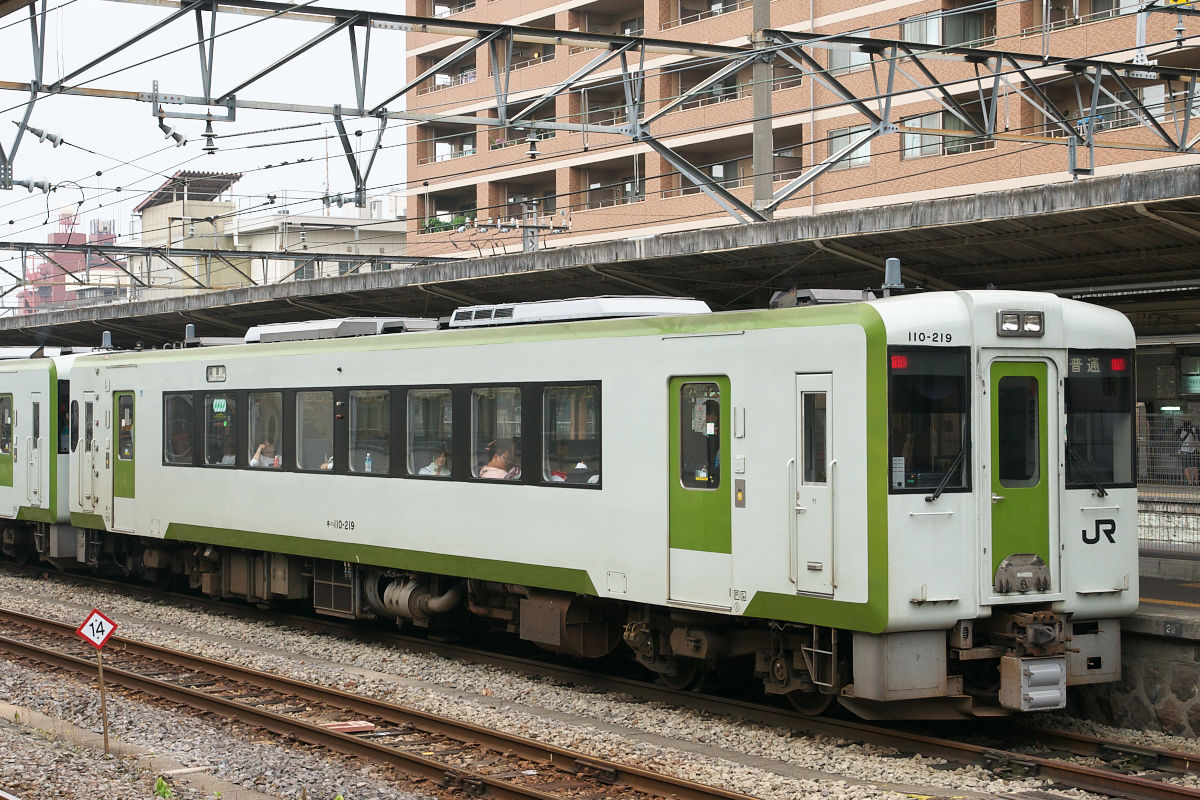
Série KiHa 110 (services de la ligne Hachikō)